# 前波景定
前波 景定（まえば かげさだ）は、戦国時代の武将。朝倉氏の重臣。

## 出自
代々「藤右衛門尉」を称す前波氏の嫡流の当主。前代・前波吉当までの前波氏嫡流当主が実名に「吉」を使っているのに対し、景定や嫡子・景当は朝倉氏当主から拝領した「景」の字を用いている。

## 略歴
朝倉景連、小泉長利、河合吉統らと共に一乗谷奉行人を務めた。天文年間（天文8年、1539年）頃?から主に奉行人として足利義晴への奏者を務めるなど、評定衆として家中で重きを成した。また、奉行人を務める傍ら、たびたび合戦に出陣したらしく、奉行人連署状に花押の代わりに「在陣」と記したものが残っている。永禄5年（1562年）12月の奉行人連署状を最後に名が消え、一旦、前波氏自体の名が奉行人から見られなくなった後、永禄8年（1565年）から嫡子・景当が連署状に名を連ねるため、この間に没したと推測される。